# Back Where You Started
«Back Where You Started» (с англ. — «Вернись к тому, с чего начал») — песня, записанная американской певицей Тиной Тёрнер для её шестого сольного студийного альбома Break Every Rule 1986 года.

## Предыстория и релиз
Песня была написана Брайаном Адамсом и Джимом Вэллансом, а спродюсирована Адамсом и Бобом Клирмаунтином. По воспоминаниям Вэлланса, Тина обратилась к ним с Аддамсом с просьбой написать новую песню, однако она хотела, чтобы песня была о чём угодно, но не о её жизни. Всё же авторы написали песню, вдохновившись её взаимоотношениями с Айком Тёрнером. Тем не менее, Тина записала песню; Вэлланс предположил, что она «просто не заметила, либо ей так понравилась песня, что ей было всё равно».
Это была вторая совместная работа Тёрнер и Адамса, первой из которых стал хит 1985 года «It’s Only Love».
Песня была выпущена в качестве сингла только в Северной Америке: в 1986 году в США (промо) и в 1987 году в Канаде. В США песня попала в первую двадцатку рок-чарта журнала Billboard. На 29-й премии «Грэмми» Тина с этой песней одержала победу в категории «Лучшее женское вокальное рок-исполнение».

## Список композиций
7"-сингл (США)
A. «Back Where You Started» — 4:25
B. «Back Where You Started» — 4:25
7"-сингл (Канада)
A. «Back Where You Started» — 4:25
B. «Paradise Is Here» — 5:31

## Участники записи
- Тина Тёрнер — вокал
- Брайан Адамс — акустическое фортепиано, гитары, бэк-вокал
- Томми Мэндел[англ.] — Орган Хаммонда
- Кит Скотт[англ.] — гитара
- Дэйв Тейлор[англ.] — бас-гитара
- Микки Карри[англ.] — барабаны
- Джим Вэлланс — перкуссия

## Чарты
| Чарт (1986–87)                  | Высшая позиция |
| ------------------------------- | -------------- |
| Канада (RPM Top Singles)        | 85             |
| США (Billboard Mainstream Rock) | 18             |